# Metoděj Dominik Trčka
Blahoslavený Metoděj Dominik Trčka C.Ss.R. (6. července 1886, Frýdlant nad Ostravicí – 23. března 1959, Leopoldov) byl katolický kněz, řeholník a mučedník, oběť komunistického pronásledování katolické církve v Československu.

## Život
Narodil se dne 6. července 1886 ve Frýdlantu nad Ostravicí Františce Šterbové a Tomáši Trčkovi. Po ukončení povinného školního vzdělání pokračoval ve studiu na gymnáziu v Místku a posléze na gymnáziu redemptoristů v Července. Roku 1902 vstoupil do noviciátu této kongregace a dne 25. srpna 1904 v ní složil řeholní sliby. Dne 17. července 1910 pražským arcibiskupem a kardinálem Lvem Skrbenským z Hříště byl vysvěcen na kněze a do roku 1919 misijně působil v Čechách a na Moravě (Praha, Svatá Hora, Plzeň a Brno). Během první světové války se staral o utečence z východu a Balkánu.
V roce 1919 z pověření svých nadřízených přijal byzantský obřad a po krátkém zaučení ve Lvově začal působit mezi řeckokatolickými věřícími na východním Slovensku. Plnil zde misijní a farní úkoly a zakládal kláštery redemptoristů a podílel se na jejich opravách. Přitom přijal řeholní jméno Metoděj (jeho křestní jméno bylo Metod, přímo předurčilo jeho kariéru). Nějakou dobu byl představeným klášterů ve Stropkově a Michalovcích. V roce 1935 byl jmenován apoštolským visitátorem sester basiliánek v Prešově a Užhorodu a krátce poté viceprovinciálem nově zřízené slovenské provincie redemptoristů.
V roce 1949 komunistická vláda svévolně zrušila michalovskou viceprovincii redemptoristů a o rok později násilně zabrala kláštery na území celého Československa. Řeholníci byli internováni v koncentračních táborech. V roce 1952 byl Trčka obviněn ze spolupráce s biskupem Gojdičem a 21. dubna 1952 byl ve vykonstruovaném procesu odsouzen na 12 let za špionáž a pokus o útěk za hranice. Byl vězněn v Ilavě, Mírově a nakonec v Leopoldově, kde v důsledku krutého zacházení, mučení a odepření potřebné léčby zemřel. Za zpěv náboženské písně byl zavřen do „korekce“ bez jídla a topení, kde dostal zánět plic.
Pohřben byl na hřbitově leopoldovské věznice a roku 1969 byly jeho ostatky exhumovány a přeneseny do baziliky Seslání Ducha svatého v Michalovcích.

## Beatifikační proces
Jeho beatifikační proces byl zahájen dne 6. března 2001, čímž obdržel titul služebník Boží. Dne 24. dubna 2001 podepsal papež sv. Jan Pavel II. dekret o jeho mučednictví.
Tentýž papež jej spolu s biskupem Pavlem Gojdičem a dalšími osobnostmi slavnostně blahořečil 4. listopadu 2001 na Svatopetrském náměstí ve Vatikánu.

## Galerie

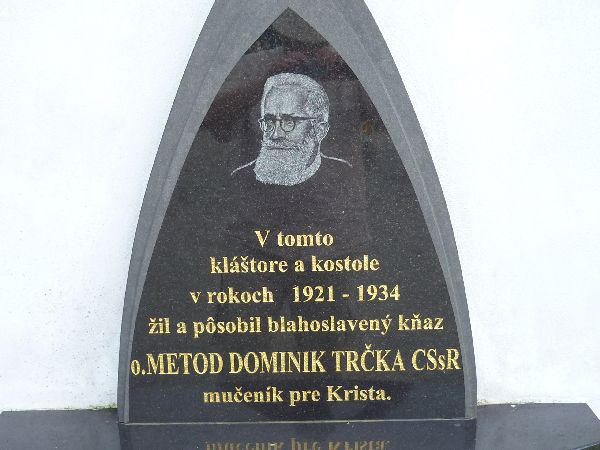
Pamětní deska u klášterního kostela redemptoristů ve Stropkově na Slovensku
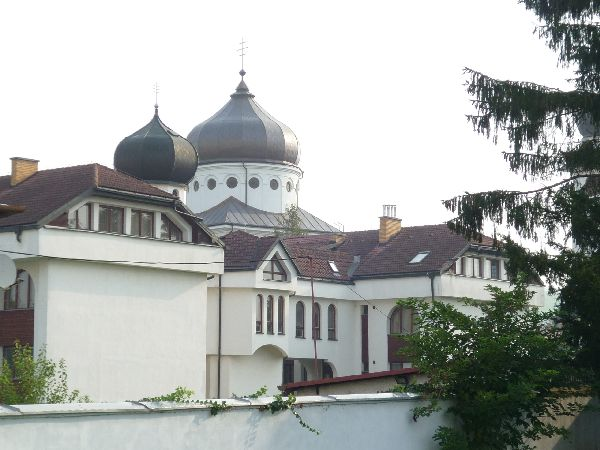
Klášter redemptoristů byzantského ritu ve Stropkově na Slovensku
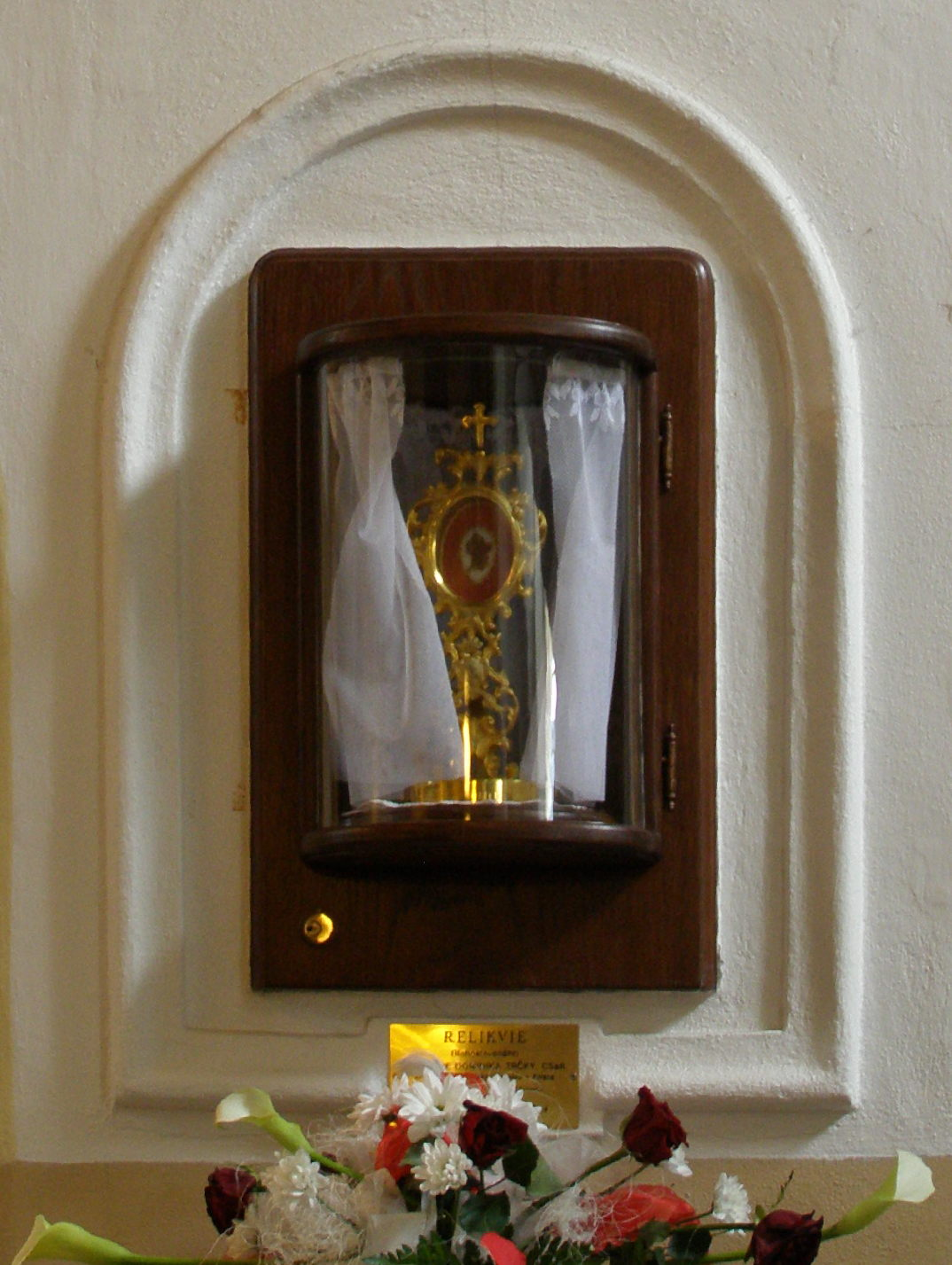
Relikvie bl. Metoděje Dominika Trčky v kostele sv. Bartoloměje ve Frýdlantu nad Ostravicí